# Суб'єкт податку
Суб'єкт податку (платник податку) — суб'єкт податкового правовідношення, який має, отримує (передає) предмети оподаткування чи здійснює діяльність яка є предметом оподаткування, і реалізує(має) податкові обов'язки і права встановлені законодавством про податки і збори.

## Платники податків в Україні
Загальна кількість платників податків, які перебувають на обліку в Державній податковій службі України, на 1 березня 2011 становила 3,894 млн, зокрема 
- юридичних осіб: 1,162 млн,
- фізичних осіб – підприємців: 2,732 млн.

Зареєстрованих платників податку на додану вартість (ПДВ) на 1 березня ц.р. налічувалося 272,920 тис., з них юридичних осіб – 243,543 тис., фізичних осіб-підприємців – 29,377 тис. 
У держреєстрі на 1 березня 2011 року було 44,55 млн фізичних осіб-платників податків